# T.V. Thomas
T.V. Thomas (ur. 2 lipca 1910, zm. 26 marca 1977) – indyjski polityk.

## Życiorys

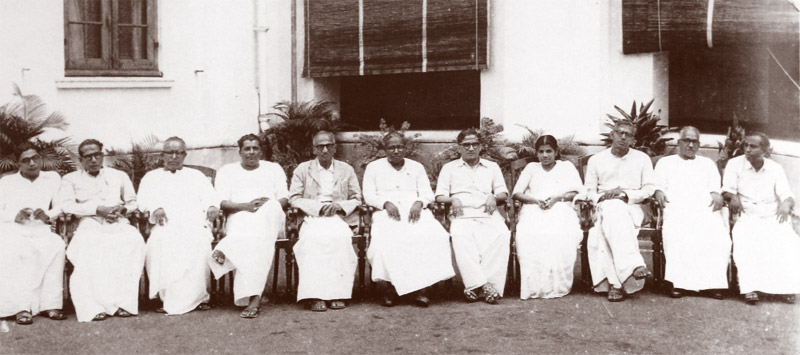
Rada ministrów (1957–1959); Thomas jest czwarty od lewej

W życie polityczne zaangażował się podczas studiów, brał udział w indyjskim ruchu niepodległościowym. Karierę rozpoczynał w strukturach Indyjskiego Kongresu Narodowego w Trawankorze. Wchodził w skład stanowego komitetu tej partii. Związał się następnie z Komunistyczną Partii Indii (KPI). Za swoją aktywność wielokrotnie aresztowany. Brał udział w zbrojnym powstaniu przeciwko premierowi Trawankoru z 1946.
Karierę parlamentarną rozpoczął w 1952, zasiadając w ławach Zgromadzenia Ustawodawczego Trawankoru-Koczinu. Reelekcję uzyskał w 1954. Pełnił w nim funkcję lidera opozycji (1954–1956). Do legislatywy już zjednoczonej Kerali po raz pierwszy wybrany w 1957,  mandat odnawiał kolejno w 1965, 1967 i 1970. Po zwycięstwie komunistów w wyborach stanowych z 1957 wszedł w skład gabinetu E.M.S. Namboodiripada. Powierzono mu teki pracy i transportu (1957–1969). Do keralskiego rządu powrócił w 1967, w drugim gabinecie tego samego premiera. Tym razem mianowany ministrem przemysłu, pamiętany jest za wkład w zbudowanie bazy infrastrukturalnej dla dalszej industrializacji Kerali. Funkcję pełnił do 1969 a także ponownie od 1971 do 1977, tym razem w drugim rządzie C. Achuthy Menona.
Poza aktywnością w parlamencie i rządzie rodzinnego stanu zaangażowany również w pracę związków zawodowych, zwłaszcza wśród robotników rolnych oraz sektora związanego z przetwórstwem palmy kokosowej. Przewodniczył radzie miejskiej Alappuzhi, wchodził w skład stanowego komitetu KPI.
W 1957 poślubił K.R. Gowri Ammę, prominentną działaczkę komunistyczną i stanową minister. Rozłam w łonie indyjskiego ruchu komunistycznego z 1964 odcisnął znaczące piętno na ich związku, małżonkowie bowiem wybrali różne partie. Thomas pozostał w macierzystej KPI, Gowri Amma natomiast wstąpiła w szeregi nowo utworzonej Komunistycznej Partii Indii (Marksistowskiej). Nieporozumienia i napięcia z tym związane stały się obiektem głośnej kontrowersji. Ostatecznie para zdecydowała się na separację.
Thomas zmarł po długiej chorobie. Stanowił inspirację dla postaci D.K. Anthony’ego z keralskiego filmu Lal Salam (1990) w reżyserii Venu Nagavalliego.